# 天才在左，疯子在右
，是由高铭所著于2010年出版发行的心理疾病患者访谈手记，并参选第六届中国国家图书馆文津图书奖。
作者高铭生于1974年，本职为影视策划，2004年起因对精神病人群体的兴趣而开始此项访谈计划並持續了四年，本來先在天涯社区發表部份章節，後來完成该书並發佈。

## 内容
《天才在左，疯子在右》以访谈录的形式记载了心理障碍患者与人格障碍患者等社会边缘人视角独特的思想，當中有包含宗教、哲學、量子物理和價值觀的看法
。

## 網絡劇
2015年改編為同名網絡劇並於樂視網播出。

## 版本
- 高铭. . 武汉市: 武汉大学出版社. 2010-02. ISBN 978-7307075429 （中文（简体））.
- 高銘. . 臺北市: 時報文化. 2017-11. ISBN 978-9571371160 （中文（繁體））.

## 註腳
1. 1 2  . 凤凰网.   [2014-11-28]. （原始内容存档于2019-01-28）.
2. ↑  .   [2014-11-28]. （原始内容存档于2013-03-21）.
3. ↑  .   [2014-11-28]. （原始内容存档于2014-12-04）.
4. ↑  . 人民网.   [2014-11-28]. （原始内容存档于2020-02-15）.
5. ↑  . 深窗综合.   [2015-10-29]. （原始内容存档于2016-11-14）.